# Ville Vähämäki
Ville Petteri Vähämäki (né le 30 mars 1979 à Veteli) est un homme politique finlandais.

## Biographie
Ville Vähämäki a obtenu son diplôme de fin d'études secondaires en 1998 du lycée de Vimpeli.
Il a obtenu une maîtrise en technologies de l'information de l'Université d'Oulu en 2008.

## Carrière politique
Ville Vähämäki adhère au parti des Finlandais en 2004.
Il a été président du conseil technique de Vimpeli de 2004 à 2008.
Ville Vähämäki rejoint la section jeunesse du parti des Finlandais en 2005.
Il a été membre du conseil d'administration du parti des Finlandais.
Aux élections municipales finlandaises de 2008, Vähämäki a été élu au conseil municipal d'Oulu avec 325 voixkaupunginvaltuustoon.
Vähämäki est le 4e vice-président du conseil en 2011-2012.
Il est réélu au conseil municipal lors des élections municipales finlandaises de 2012, obtenant 643 voix à Oulu.
Lors des élections municipales finlandaises de 2017, Vähämäki a été élu conseiiler municipal pour un troisième mandat avec 364 voix.
Ville Vähämäki est candidat au poste de député sur la liste du parti des Finlandais aux élections législatives finlandaises de 2007, mais n'est pas élu avec 243 voix.
Aux élections législatives finlandaises de 2011, il est élu député de la circonscription d'Oulu avec 5 534 voix. Il est réélu aux élections législatives finlandaises de 2015 avec 3 798 voix.
Aux élections législatives finlandaises de 2019, Vähämäki est réélu avec 5 074 voix.
Aux élections législatives finlandaises de 2023, Vähämäki est élu pour un quatrième mandat avec 4 927 voix.
Ville Vähämäki est membre du conseil de surveillance de la Banque de Finlande et du comité de direction de SITRA.

## Prix et reconnaissance
- Chevalier de première classe de l'Ordre du Lion de Finlande, 2019[5]